# Nathalie Loiseau
Nathalie Loiseau (ur. 1 czerwca 1964 w Neuilly-sur-Seine) – francuska dyplomata i urzędnik państwowy, w latach 2012–2017 dyrektor École nationale d’administration, od 2017 do 2019 minister do spraw europejskich, posłanka do Parlamentu Europejskiego IX i X kadencji.

## Życiorys
Absolwentka Instytutu Nauk Politycznych w Paryżu oraz sinologii w Instytucie Narodowym Języków i Kultur Orientalnych. Od 1986 zatrudniona we francuskim Ministerstwie Spraw Zagranicznych, pracowała na placówkach w Indonezji, Senegalu i Maroku. Od 1993 do 1995 była doradcą ministra Alaina Juppé. W latach 2002–2007 pełniła funkcję dyrektora ds. komunikacji w ambasadzie Francji w Stanach Zjednoczonych. Później była wicedyrektorem departamentów MSZ ds. Afryki Północnej i Bliskiego Wschodu, dyrektorem resortu ds. zasobów ludzkich, a od 2011 dyrektorem generalnym MSZ ds. administracji.
W październiku 2012 powołana na dyrektora École nationale d’administration. 21 czerwca 2017 została mianowana ministrem do spraw europejskich (podległym ministrowi spraw zagranicznych) w nowo utworzonym drugim rządzie Édouarda Philippe’a. W marcu 2019 odeszła z gabinetu w związku z zaplanowanym startem w wyborach europejskich jako liderka listy wyborczej zorganizowanej wokół prezydenckiej partii LREM.
W wyniku wyborów z maja 2019 uzyskała mandat eurodeputowanej IX kadencji. Przystąpiła do powołanej w 2021 partii Horizons, którą założył Édouard Philippe. W 2024 została wybrana do Europarlamentu na kolejną kadencję.